# يوليوس مونك
يوليوس مونك (بالإنجليزية: Julius Monk)‏ هو رائد أمريكي، ولد في 10 نوفمبر 1912، وتوفي في 18 أغسطس 1995 في نيويورك في الولايات المتحدة بسبب مرض.